# استانیمیر دیمیتروف
استانیمیر دیمیتروف (انگلیسی: Stanimir Dimitrov؛ زادهٔ ۲۴ آوریل ۱۹۷۲) بازیکن فوتبال اهل بلغارستان است.
از باشگاه‌هایی که در آن بازی کرده است می‌توان به باشگاه فوتبال توبول اشاره کرد.
وی همچنین در تیم ملی فوتبال بلغارستان بازی کرده است.